# Khalid Skah
Khalid Skah, Arabisch خالد سكاه, (Midelt, Marokko, 29 januari 1967) is een Noorse-Marokkaanse voormalige atleet, die was gespecialiseerd in de lange afstand en het veldlopen. Hij werd olympisch kampioen en Afrikaans kampioen op de 10.000 m en wereldkampioen veldlopen. In totaal nam hij tweemaal deel aan de Olympische Spelen en won hierbij een gouden medaille.

## Biografie

### Veldloper en eerste successen
Skah ontwikkelde zichzelf als een goed veldloper en won bij de mannen de wereldtitel in dit metier in 1990 en 1991. Zijn eerste grote wedstrijd waren de wereldkampioenschappen in 1991, waar hij een bronzen medaille haalde op de 10.000 m een zesde werd op de 5000 m. Dit was een teleurstellend resultaat, omdat Skah eerder dat seizoen de 10.000 m in Tokio had gewonnen in een zeer sterk veld van atleten. In de finale werkten Richard Chelimo en de uiteindelijke wereldkampioen Moses Tanui samen (beiden uit Kenia). Op de 5000 m was Skah waarschijnlijk al uitgeput. Yobes Ondieki (Kenia) die het goud won, beschouwde hem als zijn grootste rivaal.

### Olympisch kampioen
In 1992 vertegenwoordigde hij Marokko op de Olympische Spelen van Barcelona. Op de 10.000 m vocht hij een lang duel uit tegen de Keniaan Chelimo. Toen beiden de Marokkaan Hammou Boutayeb inhaalden, hinderde Boutayeb Chelimo. Na de wedstrijd werd Skah beschuldigd geholpen te zijn door Boutayeb en werd gediskwalificeerd. Na een protest van de Marokkaanse ploeg werd dit weer ingetrokken. Tijdens de plechtigheid de volgende dag werd Skah luid uitgejouwd door het publiek toen hij zijn medaille kreeg. Chelimo daarentegen kreeg een staande ovatie.

### Wereldrecord
In 1993 won Skah de 5000 m bij een wedstrijd in Zürich. Op de WK in Stuttgart werd hij vijfde op dit onderdeel. In datzelfde seizoen liep hij zijn enige wereldrecord op de 2 mijl van 8.12,17. Ook won hij in 1993 de Zevenheuvelenloop in 43.35. In 1994 won hij het wereldkampioenschap halve marathon en werd tweede op de 10.000 m op de WK in 1995.

### Einde en comeback
Zijn laatste grote internationale wedstrijd waren de Olympische Spelen van 1996 in Atlanta. Daar werd hij zevende op de 10.000 m in 27.46,98. In 2001 probeerde hij een comeback te maken als 's werelds beste langeafstandsloper en behaalde een tiende plaats op het WK halve marathon. Dat jaar werd hij wel eerste op de Great South Run (10 Engelse mijl) met een tijd van 46.17.

## Titels
- Olympisch kampioen 10.000 m - 1992
- Wereldkampioen veldlopen lange afstand - 1990, 1991
- Wereldkampioen halve marathon - 1994
- Afrikaans kampioen 10.000 m - 1990
- Noors kampioen 5000 m - 1997, 1998, 2000

## Persoonlijke records
Baan
| Onderdeel      | Prestatie | Datum            | Plaats            |
| -------------- | --------- | ---------------- | ----------------- |
| 1000 m         | 2.26,0    | 1990             |                   |
| 1500 m         | 3.38,10   | 2 juli 1992      | Stockholm         |
| 2000 m         | 5.03,9    | 1990             |                   |
| 3000 m         | 7.36,76   | 21 augustus 1994 | Keulen            |
| 5000 m         | 13.00,54  | 8 juli 1994      | Villeneuve-d'Ascq |
| 10.000 m       | 27.14,53  | 8 augustus 1995  | Göteborg          |
| 3000 m steeple | 8.19,30   | 12 juli 1994     | Bondoufle         |

Weg
| Onderdeel      | Prestatie | Datum             | Plaats     |
| -------------- | --------- | ----------------- | ---------- |
| 2 Eng. mijl    | 8.12,17   | 31 juli 1993      | Hechtel    |
| 5 Eng. mijl    | 22.28     | 24 april 1999     | Balmoral   |
| 10 Eng. mijl   | 46.17     | 14 oktober 2001   | Portsmouth |
| halve marathon | 1:00.24   | 27 september 1998 | Uster      |
| marathon       | 2:16.34   | 30 augustus 2003  | Parijs     |

## Prestaties

### 3000 m
- 1990:  Meeting BNP in Villeneuve d'Ascq - 7.45,92
- 1990:  IAC International in Edinburgh - 7.47,06
- 1990:  Nikaia in Nice - 7.41,26
- 1990:  Mobil Bislett Games in Oslo - 7.40,86
- 1990:  Weltklasse in Keulen - 7.37,09
- 1991:  Meeting BNP in Lille - 7.42,40
- 1991:  Meeting Nikaia Mobil in Nice - 7.38,84
- 1994:  Zeiss Olympischer Tag in Jena - 7.45,30
- 1994:  Weltklasse Keulen - 7.36,76
- 1995:  Meeting Dijon - 7.50,15
- 1995:  Casablanca Meeting - 7.48,87
- 1996: 5e Znamensky Memorial in Moskou - 7.51,77
- 1996:  Haugesund International Meeting - 7.59,29
- 1997:  Byrkjelo Games - 7.55,35

### 5000 m
- 1986:  Pan-Amerikaanse jeugdkamp.  15.01,85
- 1989:  Arab kamp. - 14.07,0
- 1989:  Meeting International de St Denis - 13.26,54
- 1989:  Francophone Spelen - 13.39,01
- 1989: 5e Afrikaanse kamp. - 13.49,41
- 1989: 5e Memorial Ivo van Damme - 13.17,30
- 1989:  Nehru Centenary Meet in New Delhi - 14.05,14
- 1990:  Meeting International St Denis - 13.16,73
- 1990:  DN Galan - 13.09,55
- 1990:  Weltklasse Zürich - 13.10,16
- 1990:  IAAF/Mobil Grand Prix Final in Athene - 13.31,22
- 1991:  Maxell World Games in Helsinki - 13.17,72
- 1991:  Middellandse Zeespelen - 13.30,00
- 1991:  Weltklasse Zürich - 13.19,18
- 1991:  Ivo van Damme Memorial - 13.22,07
- 1991: 6e WK - 13.32,90
- 1992:  Meeting Expo '92' in Seville - 13.09,10
- 1992:  Bislett Games - 13.09,74
- 1992:  BT Games in Kopenhagen - 13.19,66
- 1993:  International d'Athletisme de St Denis- l'Humanite - 13.15,85
- 1993:  BNP d'Athletisme in Lille - 13.06,82
- 1993:  Bislett Games - 13.09,35
- 1993:  Weltklasse Zürich - 13.04,67
- 1993: 5e WK - 13.07,18
- 1994:  St Denis- l'Humanite - 13.10,51
- 1994:  Meeting BNP - 13.00,54
- 1994:  Bislett Games - 13.01,89
- 1994:  Weltklasse Zürich - 13.07,84
- 1994:  ISTAF Berlijn - 13.12,74
- 1994:  IAAF/Mobil Grand Prix Final in Parijs - 13.14,63
- 1995:  Meeting Vittel in Villeneuve d'Ascq - 13.12,11
- 1995:  Meeting Gaz de France de Paris in Parijs - 13.19,14
- 1995: 4e DN Galan - 13.04,20
- 1996:  Byrkjelo - 13.26,72
- 1997:  Kerkrade Classic - 13.25,30
- 1997:  International Meeting in Lissabon - 13.23,71
- 1997:  Noorse kamp. in Overhalla - 13.34,72
- 1997:  Commonwealth Festival of Running in Edinburgh - 13.54,65
- 1998:  Tonsberg Meeting - 13.32,41
- 1998:  Noorse kamp. in Askøy - 13.57,59
- 1999: 4e Meeting des Geants Du Nord in Villeneuve d'Ascq - 13.21,83
- 1999:  Paavo Nurmi Games in Turku - 13.34,31
- 1999:  Haugesund - 13.25,05
- 2000:  Noorse kamp. in Steinkjer - 13.36,35

### 10.000 m
- 1990:  Memorial Ivo van Damme - 27.29,27
- 1990:  African Mobil Athletics Championships - 28.31,1
- 1991:  Bislett Games - 27.23,29
- 1991:  WK - 27.41,74
- 1992:  OS - 27.46,70
- 1992:  '92 Toto Tokyo International Super Meet - 27.55,88
- 1993:  Middellandse Zeespelen - 28.46,38
- 1993:  Ivo van Damme Memorial - 27.17,74
- 1994:  Wereldbeker in Londen - 27.28,74
- 1995:  WK - 27.14,53
- 1996: series OS - 28.23,21
- 1999: 10e WK - 28.25,10
- 2000: 5e Meeting Geants Du Nord - 27.37,4

### 5 km
- 1992:  Rogaine in Los Angeles - 13.28
- 1993:  Bupa Festival of Road Running in Aberdeen - 13.39

### 10 km
- 1994:  Internationaler Silvesterlauf in Ratingen - 28.16,7
- 1997:  Corrida de Houilles - 27.57
- 1998: 5e Corrida de Houilles in Parijs - 28.30
- 1999:  Sentrumslopet in Oslo - 28.25
- 2001:  Roanne - 28.28
- 2001:  Nike Swansea Bay - 28.46
- 2004: 4e Fès - 29.43,6

### 15 km
- 1993:  Zevenheuvelenloop - 43.35

### 10 Eng. mijl
- 2001:  Great South Run - 46.17

### halve marathon
- 1994:  WK in Oslo - 1:00.27
- 1998:  WK in Uster - 1:00.24
- 2001: 10e WK in Bristol - 1:01.41
- 2004: 5e halve marathon van Göteborg - 1:05.09

### marathon
- 2003: 38e WK in Parijs - 2:16.34

### overige afstanden
- 1990:  4 Mijl van Groningen - 18.23

### veldlopen
- 1986: 68e WK junioren in Neuchâtel - 24.49,9
- 1989: 56e WK lange afstand in Stavanger - 42.09
- 1990:  WK lange afstand in Aix-les-Bains - 34.21
- 1991:  WK lange afstand in Antwerpen - 33.53
- 1992: 4e WK lange afstand in Boston - 37.20
- 1993: 6e WK lange afstand in Amorebieta - 33.22
- 1994: 5e WK lange afstand in Boedapest - 34.56
- 1996: 7e WK lange afstand in Stellenbosch - 34.34

1912: Hannes Kolehmainen ·
1920: Paavo Nurmi ·
1924: Ville Ritola ·
1928: Paavo Nurmi ·
1932: Janusz Kusociński ·
1936: Ilmari Salminen ·
1948: Emil Zátopek ·
1952: Emil Zátopek ·
1956: Vladimir Koets ·
1960: Pjotr Bolotnikov ·
1964: Billy Mills ·
1968: Naftali Temu ·
1972: Lasse Virén ·
1976: Lasse Virén ·
1980: Miruts Yifter ·
1984: Alberto Cova ·
1988: Brahim Boutayeb ·
1992: Khalid Skah ·
1996: Haile Gebrselassie ·
2000: Haile Gebrselassie ·
2004: Kenenisa Bekele ·
2008: Kenenisa Bekele ·
2012: Mo Farah ·
2016: Mo Farah ·
2020: Selemon Barega ·
2024: Joshua Cheptegei